# Chiaroscuro Records
Chiaroscuro Records is een Amerikaans platenlabel dat jazz-muziek uitbrengt. Het werd begin jaren zeventig opgericht door Hank O'Neal. 
De eerste release was een plaat met pianosolo's door Earl Hines, een album dat een Grammy-nominatie kreeg. In de jaren 1970-1978 volgden meer dan honderd elpees, vanaf 1976 meestal opgenomen in O'Neals opnamestudio in West Village in New York. Het label richtte zich vooral op de oude garde van de mainstream-jazz, zoals Benny Carter, Gerry Mulligan, Dizzy Gillespie, Lionel Hampton, Frank Foster  en Nat Adderley. In 1979 verkocht O'Neal het label, maar bleef eraan verbonden. Het label had in de jaren erna, in een tijd dat jazz niet meer in was, een sluimerend bestaan. In 1987 werd het label nieuw leven ingeblazen dankzij Andrew Sardoni, een zakenman en producer van jazz-radioprogramma's. De originele masters van Chiaroscuro werden gekocht van Chaz Jazz en platen van het label werden opnieuw uitgegeven. Ook werden er nieuwe opnames gemaakt en uitgebracht. Het label richt zich sinds die tijd, evenals in de jaren zeventig, op gevestigde namen in de mainstream jazz, maar brengt ook cd's van nieuwe talenten uit. Het label komt ook met avant-garde-jazz van musici als Abdullah Ibrahim en Don Cherry, die uitgebracht wordt op het label Downtown Sound, genoemd naar O'Neals opnamestudio.